# Michelle Fairley
Michelle Fairley (sinh tháng 7 năm 1963) là một nữ diễn viên đến từ Bắc Ireland, nổi tiếng với các vai Catelyn Stark trong loạt phim Game of Thrones của HBO, bác sĩ Ava Hessington trong nhiều tập phim Suits của đài USA Network, và vai kẻ khủng bố Margot Al-Harazi, diễn viên phản diện chính của 24: Live Another Day.

## Sự nghiệp
Fairley xuất hiện trong nhiều phim truyền hình Anh, gồm có The Bill, Holby City và Casualty. Trước đó, bà đóng vai Cathy Michaels trong phim Inspector Morse của ITV1 trong tập phim tên "The Way Through The Woods" và vai Nancy Phelan trong Lovejoy trong tập 9 của phần thứ 3 tên là "Smoke Your Nose".
Bà vào vai bà Granger thay cho Heather Bleasdale (người đóng vai bà Granger trong Harry Potter và Phòng chứa bí mật) trong Harry Potter và Bảo bối Tử thần. Ngày 19 tháng 3 năm 2010, một tuyên bố cho biết bà sẽ đóng vai Catelyn Stark trong loạt phim Game of Thrones của HBO, thay thế Jennifer Ehle trong vai nhân vật này trong tập thử nghiệm ban đầu.
Ngày 4 tháng 6 năm 2013, báo E! xác nhận rằng bà đã tham gia dàn diễn viên của phần ba phim Suits của đài USA Network. Fairley đóng vai Ava Hessington.

## Các phim đã tham gia

### Phim điện ảnh
| Năm  | Tên phim                                      | Vai diễn         | Ghi chú    |
| ---- | --------------------------------------------- | ---------------- | ---------- |
| 1990 | Hidden Agenda                                 | Teresa Doyle     |            |
| 1998 | A Soldier's Daughter Never Cries              | Cô O'Shaunessy   |            |
| 1998 | Hideous Kinky                                 | Patricia         |            |
| 2000 | The Second Death                              | Aisling          | Phim ngắn  |
| 2001 | The Others                                    | Bà Marlish       |            |
| 2002 | Shearing                                      | Yvonne           | Phim ngắn  |
| 2010 | Cup Cake                                      | Annie McNabb     |            |
| 2010 | The Duel                                      | Marya            |            |
| 2010 | Chatroom                                      | Rosie            |            |
| 2010 | Harry Potter and the Deathly Hallows – Part 1 | Bà Granger       |            |
| 2013 | The Invisible Woman                           | Caroline Graves  |            |
| 2013 | Philomena                                     | Sally Mitchell   |            |
| 2013 | Jack and the Cuckoo-Clock Heart               | Brigitte Helm    | Lồng tiếng |
| 2014 | Ironclad: Battle for Blood                    | Joan De Vesci    |            |
| 2014 | Montana                                       | DCI Rachel Jones |            |
| 2015 | In the Heart of the Sea                       | Bà Nickerson     |            |

### Phim truyền hình
| Năm     | Tên phim                              | Vai diễn             | Ghi chú |
| ------- | ------------------------------------- | -------------------- | --- |
| 1989    | Saracen                               | Maeve                | Tập phim: "Starcross" |
| 1990    | 4 Play                                | Maureen              | Tập phim: "Valentine Falls" |
| 1990    | Theatre Night                         | Ruth                 | Tập phim: "Pentecost" |
| 1991    | Children of the North                 | Kate                 | Tập phim: "The Killing of Yesterday's Children", "City of Maloch" |
| 1991    | Casualty                              | Kathy Emerick        | Tập phim: "Judgement Day" |
| 1992    | Lovejoy                               | Nancy Phelan         | Tập phim: "Smoke Your Nose" |
| 1992    | Screenplay                            | Jenny                | Tập phim: "Force of Duty" |
| 1992    | Screen Two                            | Sharon               | Tập phim: "Flea Bites" |
| 1993    | Screen Two                            | Fiona Gibbons        | Tập phim: "The Long Roads" |
| 1993    | Casualty                              | Kate Maguire         | Tập phim: "No Place to Hide" |
| 1993    | Comics                                | Nula O'Reilly        | Phim truyền hình |
| 1994    | Cardiac Arrest                        | Karen Teller         | Tập phim: "You Can't Make an Omelette Without Breaking Legs", "The Edge" |
| 1995    | Life After Life                       | Roisin Donaghy       | Phim truyền hình |
| 1995    | The Bill                              | Beth Spence          | Tập phim: "No Choice" |
| 1995    | Inspector Morse                       | Cathy Michaels       | Tập phim: "The Way Through the Woods" |
| 1996    | A Mug's Game                          | Kathy Cowan          | Phim truyền hình |
| 1996    | Safe and Sound                        | Eleanor Delaney      | Regular role (6 tập) |
| 1996    | The Precious Blood                    | Jean McBride         | Phim truyền hình |
| 1997    | The Broker's Man                      | Gabby Rodwell        | Regular role (6 tập) |
| 1997    | The History of Tom Jones, a Foundling | Bà Fitzpatrick       | TV miniseries |
| 1999    | Births, Marriages and Deaths          | Pat                  | Regular role (4 tập) |
| 1999    | Vicious Circle                        | Frances              | Phim truyền hình |
| 2000    | McCready and Daughter                 | Bernadette           | Phim truyền hình |
| 2001    | In Deep                               | Eva / Phoebe         | Tập phim: "Blue on Blue: Parts 1 & 2" |
| 2001    | Rebus                                 | Janice Mee           | Tập phim: "Dead Souls", "Mortal Causes" |
| 2003    | Holby City                            | Heidi Drury          | Tập phim: "Keep It in the Family" |
| 2003    | The Clinic                            | Shirley              | Tập phim: "1.6" |
| 2005    | Ahead of the Class                    | Sonia Venning        | Phim truyền hình |
| 2005    | The Golden Hour                       | Julia Harper         | Tập phim: "1.4" |
| 2006    | Strictly Confidential                 | Carol Machin         | Tập phim: "1.2" |
| 2007    | Trial & Retribution                   | Bà Jenkins           | Tập phim: "Mirror Image: Part 1" |
| 2009    | A Short Stay in Switzerland           | Bà Savery            | Phim truyền hình |
| 2009    | Lark Rise to Candleford               | Bà Lizbeth Patterson | Tập phim: "2.10" |
| 2009    | Best: His Mother's Son                | Ann Best             | Phim truyền hình |
| 2009    | Taggart                               | Joan Revie           | Tập phim: "So Long Baby" |
| 2009    | Misfits                               | Louise Young         | Tập phim: "1.1", "1.2" |
| 2010    | Midsomer Murders                      | Iris Holman          | Tập phim: "The Noble Art" |
| 2011    | Silent Witness                        | DI Suzy Harte        | Tập phim: "First Casualty: Parts 1 & 2" |
| 2011–13 | Game of Thrones                       | Catelyn Stark        | Vai thường trực (25 tập) Giải Điện ảnh & Truyền hình Ireland cho nữ diễn viên xuất sắc nhất - Truyền hình (2013) Đề cử—Giải Điện ảnh & Truyền hình Ireland cho nữ diễn viên xuất sắc nhất - Truyền hình (2011) Đề cử—Giải Sao thổ cho nữ diễn viên phụ xuất sắc nhất trên truyền hình (2013) Đề cử—Giải Scream cho đồng diễn hay nhất (2011) Đề cử—Giải Screen Actors Guild cho trình diễn xuất sắc bởi nhóm diễn viên trong loạt phim chính kịch (2011, 2013) |
| 2012    | Coming Up                             | Jen                  | Tập phim: "Colour" |
| 2013    | Suits                                 | Ava Hessington       | Vai thường trực (8 tập) |
| 2014    | 24: Live Another Day                  | Margot Al-Harazi     | Vai thường trực (8 tập) |
| 2014    | Common                                | Shelagh              | Phim truyền hình |
| 2014    | Resurrection: A Second Chance         | Margaret Langston    | Phim truyền hình |
| 2014–15 | Resurrection                          | Margaret Langston    | Vai thường trực (13 tập) |
| 2015    | The Lizzie Borden Chronicles          | Aideen Trotwood      | Tập phim: "Capsize" |
| 2015    | Crossing Lines                        | Sophie Baines        | Vai thường trực (Phần 3) |
| 2016    | Rebellion                             | Dolly Butler         | Đề cử—Giải Điện ảnh & Truyền hình Ireland cho nữ diễn viên phụ xuất sắc nhất - Truyền hình |
| 2016    | Fortitude                             | Freya Lennox         | Vai thường trực (Phần 2) |
| 2016    | The White Princess                    | Margaret Beaufort    | |

### Sân khấu
| Năm  | Tên kịch                    | Vai diễn        | Ghi chú                  |
| ---- | --------------------------- | --------------- | ------------------------ |
| 1993 | Oleanna                     | Carol           | Royal Court Theatre      |
| 2000 | The Weir                    | Valerie         |                          |
| 2003 | Scenes from the Big Picture | Helan           | Broadway                 |
| 2003 | Loyal Women, Neverland      | Brenda          | Royal Court Theatre      |
| 2004 | Ashes to Ashes Pinter       |                 | Lyric Theatre            |
| 2006 | The Wild Duck               | Gina            | Donmar Warehouse         |
| 2006 | Gates of Gold               | Alma            | Trafalgar Studios        |
| 2007 | Othello                     | Emilia          | Donmar Warehouse         |
| 2007 | Macbeth                     | Lady Macbeth    | West Yorkshire Playhouse |
| 2009 | Dancing at Lughnasa         | Kate            | Old Vic                  |
| 2010 | Greta Garbo Came to Donegal | Paulie Hennessy | Tricycle Theatre         |
| 2015 | Splendour                   | Genevieve       | Donmar Warehouse         |